# Споменик жртвама фашистичког терора на Багљашу
Споменик жртвама фашистичког терора се налази у спомен-парку на Багљашу, насељу града Зрењанина и посвећен је жртвама које је 31. јула 1941. године на овом месту стрељао немачки окупатор. Споменик је подигнут октобра 1954. године, по пројекту Александра Миланова и Александра Петричића, а у његовој непосредној близини се налази Спомен-костурница бораца Црвене армије, подигнута 1962. године.
На подручју спомен-парка се до средине 1950-их година налазило сиротињско градско гробље, које је измештено, а у знак сећања на невине жртве фашизма овде је 2. октобра 1954. године на десету годишњицу ослобођења Зрењанина подигнуто спомен-обележје и касније уређен спомен-парк. Споменик се састоји од три трапеза — основног трапеза, висине 7 метара, трапеза од 11,8 метара обложеног белим мермером и табле од црног мермера у облику окренутог трапеза. На спомен-плочи се налазе имена 90 стрељаних родољуба, а посебно је истакнуто име народног хероја Соње Маринковић.

## Откривање споменика
Иницијатива за подизање споменика и обележавање места страдања 90 родољуба потекла је од Савеза бораца НОР-а из Зрењанина. Споменик је првобитно требало да буде откривен на Дан устанка народа Србије, 7. јула, али је свечаност откривања споменика била померена за 2. октобар 1954. године, на десету годишњицу ослобођења Зрењанина.
Откривање споменика извршено је у присуству 20.000 грађана и истакнутих политичких, културних и јавних личности Зрењанина и АП Војводине, међу којима су били —  генерал-пуковник ЈНА и народни херој Коста Нађ; чланови Покрајинског комитета Савеза комуниста Србије за Војводину — Ђура Јовановић и Милан Прибићевић Ђокица; републички посланик Душан Братић, секретар Среског комитета СК Србије за Бегеј Миленко Бојанић, секретар Градског комитета СК Зрењанина Драгољуб Кирћански, председник Народног одбора града Зрењанина Светислав Јешић и др.
Приликом свечаности откривања споменика, окупљеним грађанима су се обратили председник Градског одбора Савеза бораца Мита Предојевић, Коста Нађ и Ђура Јовановић, који је на крају и открио споменик. Након откривања, на спомен-обележје је положено око стотину венаца — испред Народног одбора Зрењанина, локалних организација Савеза комуниста, Социјалистичког савеза, Савеза бораца, масовних организација, колектива и појединаца.

## Стрељање родољуба 1941.
У току јула 1941. године, партизански одреди и групе, извршили су у околини Петровграда више саботажа и диверзија — 21. јула борци Петровградско-стајићевског партизанског одреда су у околини Петровграда спалили камару жита, уништили једну вршалицу и разоружали пољског стражара, а у рејону Кумана је Куманачко-меленачки партизански одред запленио 11 каишева за вршалице и онемогућио вршидбу и заплену жетве од стране окупатора; 25. јула у близини Петровграда, Петровградско-стајићевски одред је спалио преко 50 јутара пшенице; 27. јула борци Куманачко-меленачког одреда су извршили напад на Меленце и разоружали полицијску посаду смештену у школи; 28. јула борци Куманачко-меленачког одреда су на релацији Нови Бечеј—Кумане и Меленци—Тараш пресекли телефонско-телеграфске линије.
Како би спречио даље саботаже, али и заплашио становништво, немачки окупатор је отпочео са репресијом. Најпре је 26. јула на Бошњаковом салашу, у близини Петровграда стрељао пет ухапшених активиста НОП-а — Владимира Коларова, члана Окружног комитета КПЈ за Петровград, Ружу Шулман, Самуела Франка, Стојан Арсенова и Тиберија Алдана, а 28. јула два батаљона из састава немачке 704. и 714. пешадијске дивизије су у околини Петровграда окполиле и разбије Петровградско-стајићевски партизански одред.
Као одмазда за акције паљења жита и напада на немачке војнике у околини Петровграда, 31. јула 1941. године је извршена мера одмазде стрељањем 90 ухапшених лица са подручја Зрењанинског среза и читавог Баната. Већина ухапшених лица, били су чланови и симпатизери Комунистичке партије Југославије (КПЈ), ухапшени након напада Трећег рајха на Совјетски Савез, 22. јуна 1941. године, по списковима сачињеним на основу ранијих полицијских материјала заплењених од полиције Краљевине Југославије. Такође, међу ухапшенима су били и други сарадници и симпатизери Народноослободилачког покрета (НОП). Они су се пре стрељана налазили у судском затвору у Петровграду, где су били тучени и малтретирани.
У зору 31. јула 1941. године, ухапшени су из зграде затвора одведени у Жупанијску палату, где су Јурај Шпилер и још један Немац одређивали ко ће бити стрељан. Након тога су са пет камиона одведени до напуштеног гробља на Багљашу и ту стрељани у пет група по 18 лица. Стрељање си извршили полицајци и припадници Дојче Маншафта, специјалне добровољачке оружане формације састављене од фолксдојчера, а командовао им је један СС официр. Он је пре почетка стрељања прозвао првих 18 жртава и наредио им да стану испред ископане раке, а након тога је на њих испаљен плотун из 30 пушака. Уколико је неко од жртава још показивала знаке живота, дотукао је официр, који је командовао стрељање или фолксдојчер Хатле из Петровграда.
Поред егзекутора и жртава, стрељању је присуствовала група Јевреја и неколико Цигана, чији је задатак био да ископају раке и након стрељања их закопају. Они су били сведоци овог злочина, али и пркосног држања народног хероја Соње Маринковић, која је одбила да стрељачком строју окрене леђа.
Стрељано је укупно 90 лица — 36 из Кумана, 15 из Меленаца, 10 из Кикинде, 9 из Новог Бечеја, 7 из Петровграда, 5 из Вршца, 4 из Панчева и по један из Арадаца, Избишта, Падине и Уљме. Међу стрељанима се налазило и 11 жена — 4 из Кумана, 3 из Кикинде, 2 из Петровграда и по једна из Панчева и Новог Бечеја.

## Списак стрељаних
Списак стрељаних родољуба са спомен-плоча постављене на Споменик жртвама фашистичког терора:
1. Никола Кеврешан (1893—1941), из Петровграда
2. Софија Соња Маринковић (1916—1941), агроном из Петровграда и члан Покрајинског комитета КПЈ за Војводину, народни херој
3. Љубомир Петровачки (1897—1941), из Петровграда
4. Зоран Петровић (1921—1941), из Петровграда
5. Михајло Предић (1918—1941), из Петровграда и члан Окружног комитета СКОЈ-а за северни Банат
6. Ратко Пурешевић (1914—1941), студент медицине из Петровграда и члан Окружног комитета СКОЈ-а за северни Банат
7. Ела Штајн (1913—1941), из Петровграда
8. Бранко Вујин (1911—1941), из Велике Кикинде
9. Тинка Вујин (1918—1941), из Велике Кикинде
10. Добривој Иличић из Велике Кикинде
11. Добривој Јовичин (1909—1941), из Велике Кикинде
12. Милош Крстић из Велике Кикинде
13. Јованка Липован Дада (1911—1941), из Велике Кикинде
14. Светозар Путник (1901—1941), из Велике Кикинде
15. Паја Радојчић (1900—1941), из Велике Кикинде
16. Нада Терзић из Велике Кикинде
17. Коста Чирлић из Велике Кикинде
18. Елиза Здравец чланица КПЈ из Панчева
19. Живојин Јешић (1913—1941), из Панчева
20. Јован Рајх из Панчева
21. Емил Розаровски из Панчева
22. Лазар Никин (1922—1941), из Арадаца
23. Дина Барачков (1905—1941), из Кумана
24. Сима Барачков[а] (1904—1941), из Кумана
25. Милица Блажић (1906—1941), из Кумана
26. Лазар Блажић (1886—1941), из Кумана
27. Шандор Вијоглавин из Кумана
28. Милан Вулетин[б] (1904—1941), из Кумана
29. Жива Еремић из Кумана
30. Ђурица Еремић (1882—1941), из Кумана
31. Светозар Еремић из Кумана
32. Бошко Јешић (1907—1941), из Кумана
33. Миливој Калуђерски (1898—1941), из Кумана
34. Рада Киселички (1898—1941), из Кумана
35. Јован Коровљев из Кумана
36. Сима Марков из Кумана
37. Милица Марков из Кумана
38. Аца Маринац из Кумана
39. Иван Мирчетић из Кумана
40. Лазар Мирчетић из Кумана
41. Славко Мишков (1900—1941), из Кумана
42. Воја Миланков из Кумана
43. Тима Огњанов (1887—1941), из Кумана
44. Жарко Петровић (1906—1941), из Кумана
45. Љубомир Петровић из Кумана
46. Радислав Петровић из Кумана
47. Средоје Петровић из Кумана
48. Душан Попов (1891—1941), из Кумана
49. Милутин Соларов (1900—1941), из Кумана
50. Кајица Станчић (1907—1941), из Кумана
51. Славко Страјнић (1902—1941), из Кумана
52. Бранко Татић (1898—1941), из Кумана
53. Тома Татић из Кумана
54. Миливој Теодошин (1912—1941), из Кумана
55. Бошко Торњански из Кумана
56. Милутин Тифуњагић (1875—1941) из Кумана
57. Бошко Цветић (1915—1941), из Кумана
58. Рацко Чолић (1880—1941), из Кумана
59. Милутин Чолић (1887—1941), из Кумана
60. Херман Бергл (1921—1941), из Новог Бечеја
61. Боривој Главашки из Новог Бечеја
62. Веселин Иличин (1885—1941), из Новог Бечеја
63. Милорад Попов из Новог Бечеја
64. Антал Рецко (1908—1941), из Новог Бечеја
65. Шандор Тапаи из Новог Бечеја
66. Маргита Хувен (1918—1941), из Новог Бечеја
67. Ђурица Шлезингер (1920—1941), из Новог Бечеја
68. Стеван Шлезингер из Новог Бечеја
69. Фридрих Тот (1909—1941), из Избишта
70. Лаза Ранић (1914—1941), из Уљме
71. Сима Берар из Меленаца
72. Богољуб Бенгин (1898—1941), из Меленаца
73. Ђура Габоров из Меленица
74. Драгољуб Гајер из Меленица
75. Славко Кеврешан из Меленаца
76. Лаза Кишпрдилов из Меленаца
77. Михајло Куручев из Меленаца
78. Миливој Намчов из Меленаца
79. Драга Ракић из Меленаца
80. Милорад Ракић (1903—1941), из Меленаца
81. Богољуб Туцић из Меленаца
82. Сава Туцић (1909—1941), из Меленаца
83. Иван Френц (1903—1841), из Меленаца
84. Паја Цветић из Меленаца
85. Рудолф Корнауер из Вршца и члан Среског комитета КПЈ
86. Јован Ленђел из Вршца и члан Среског комитета КПЈ
87. Викентије Пека из Вршца
88. Јован Рихтер из Вршца
89. Милан Трњавчев из Вршца
90. Емил Гаус из Падине